# 乔丹·斯莫勒
乔丹·斯莫勒（1961年10月13日—）是一位美国精神病遗传学家，其母亲是西尔维娅·瓦瑟泰尔-斯莫勒，哈佛医学院精神病学教授，麻省总医院神经发育遗传学部门主任，主要作品有《正常的另一面：美貌、信任与养育的生物学》（The Other Side of Normal: How Biology Is Providing the Clues to Unlock the Secrets of Normal and Abnormal Behavior）等。